# بهادر قربانف
بهادر قربانف (انگلیسی: Bakhodir Kurbanov؛ زادهٔ ۱۹۶۹) فرمانده نظامی و سیاست‌مدار اهل ازبکستان است، که هم‌اکنون به‌عنوان وزیر دفاع ازبکستان فعالیت می‌کند.